# Castell-Palau d'Aspa
El Castell-Palau d'Aspa és un edifici situat al poble d'Aspa (Segrià). Fou inicialment el Palau Episcopal i posteriorment Casa Rectoral. Està declarat bé cultural d'interès nacional. Destaquen la gran galeria d'època gòtica amb vistes sobre la vall del riu Set, el pati interior empedrat amb un antic pou i una capella d'arcades ogivals (destruïda pràcticament tota el 1936).

## Descripció
Aquest edifici és a l'extrem de ponent de l'esperó on s'assenta la població d'Aspa, a mig dia del riu Set. L'actual construcció és de planta trapezoïdal i té un marcat de caràcter gòtic. El costat meridional és el més regular però correspon a l'obra dels segles xvi i xvii; a l'est, les dependències foren reaprofitades per a fer-hi habitatges particulars, en un edifici fet de carreus encoixinats; al nord hi ha un pati amb cisterna, i a l'oest una edificació caracteritzada per tenir vuit finestres coronelles de tres arquets apuntats, amb dues columnetes de base àtica i capitell troncocònic llis, fet que fa suposar que aquesta part va ser construïda entre el segle xiii i el segle xiv. Interiorment les cambres són fruit de les darreres modificacions, excepte una gran habitació a l'eix sud-nord que té dos arcs de diafragma i podria ser més antiga. També és del mateix moment l'arc apuntat del mur occidental del pati, integrat en una façana bastida el 1586. Poca cosa més resta de la primitiva construcció.

## Història
Després de la conquesta, el lloc d'Aspa fou atorgat al bisbe i al capítol de la seu de Lleida, que en conservaren la senyoria fins a la fi de l'antic règim. A l'inici del segle xiii el bisbe hi feu construir un castell palau, on sovint hi residiren els bisbes regularment fins al segle xix. Aquest palau ja és esmentat l'any 1215 en un document del Llibre verd de la catedral. Patí moltes reformes i modificacions posteriors.
L'ajuntament adquirí l'edifici l'any 1989 gràcies a la donació de la seva propietària, que al seu torn l'havia adquirit del Bisbat de Lleida als anys 70.